# Théorème d'existence de Takagi
 (novembre 2011).
Améliorez-le ou discutez des points à vérifier. 
Pour les articles homonymes, voir Takagi (homonymie).
En mathématiques et dans la théorie des corps de classes, le théorème d'existence de Takagi établit en partie que si K est un corps de nombres de groupe de classes G, il existe une unique extension abélienne L/K de groupe de Galois G telle que chaque idéal dans K devient principal dans L, et que L est l'extension abélienne non ramifiée maximale de K. Le théorème nous dit que le corps de classes de Hilbert conjecturé par Hilbert existe toujours, mais c'est Emil Artin et Philipp Furtwängler qui démontrèrent que cette principalisation (en) apparaît.
Plus généralement, le théorème d'existence nous dit qu'il existe une correspondance bijective, renversant les inclusions, entre les extensions abéliennes de K et les groupes d'idéaux définis via les modules de K. Ici, un module (ou diviseur de rayon) est un produit formel des valuations (aussi appelées places) sur K élevées à des exposants entiers positifs. Les valuations archimédiennes qui apparaissent dans un rayon sont seulement celles dont les complétés sont les nombres réels ; elles peuvent être identifiées avec les ordres sur K et apparaissent seulement avec un exposant 1.
Le module μ est un produit d'une partie archimédienne α et d'une partie non archimédienne η, et η peut être identifié avec un idéal de l'anneau des entiers {\displaystyle {\mathcal {O}}_{K}} de K. Le groupe de nombres mod η de K, Kη, est le groupe multiplicatif des fractions u/v avec u et v non nuls et premiers à η dans {\displaystyle {\mathcal {O}}_{K}}. Le rayon ou unité de rayon du groupe de nombres mod μ de K, Kμ1, est le sous-groupe des u/v tels que de plus, u ≡ v mod η et u/v > 0 pour chacun des ordres de α. Un groupe de nombre de rayon est maintenant un groupe se trouvant entre Kη et Kμ1 et les groupes d'idéaux mod μ sont les idéaux fractionnaires premiers avec η modulo un tel groupe de nombres de rayon. Ce sont ces groupes d'idéaux qui correspondent aux extensions abéliennes par le théorème d'existence.
Le théorème est dû à Teiji Takagi, qui le démontra pendant les années d'isolement de la Première Guerre mondiale et le présenta au Congrès international des mathématiciens de 1920, conduisant au développement de la théorie des corps de classes durant les années 1920. À la demande de Hilbert, l'article fut publié dans les Mathematische Annalen en 1925.